# Trà Mã Cổ Đạo
Trà Mã Cổ Đạo là một mạng lưới giao thương cổ đại có thể sánh ngang với " Con đường tơ lụa " trong lịch sử Trung Quốc , nó nằm ở  phía tây nam Trung Quốc giữa khu vực Dãy núi Hoành Đoạn  và cao nguyên Tây Tạng , bắt đầu từ  Thành Đô - Tứ Xuyên, Nhã An, Côn Minh - Vân Nam, Phổ Nhĩ của Trung Quốc, và kết thúc tại Lhasa thuộc Khu tự trị Tây Tạng cho đến tận Đông Nam Á . Mạng lưới đường bộ của nó phân bố rải rác tải các tỉnh Tứ Xuyên, Vân Nam, Quý Châu và khu tự trị Tây Tạng, và kéo dài qua lưu vực của bốn con sông lớn là Dương Tử ( Sông Kim Sa ), sông Lan Thương, Nộ Giang và sông Yarlung Zangbo. Đây một phương thức giao lưu kinh tế quan trọng giữa người Hán và các dân tộc thiểu số ở vùng biên giới phía Tây Nam Trung Quốc, nó đóng vai trò như một sợi dây liên kết trong quá trình tiến hành giao lưu kinh tế, văn hóa, trao đổi lần nhau giữa các dân tộc ở vùng Tây Nam Trung Quốc.

## Lịch Sử
Theo các tư liệu ghi lại, Trà Mã Cổ Đạo được hình thành vào khoảng thời Tây Hán, sự hình thành của nó gắn liền với sự phát triển và truyền bá của văn hóa trà Trung Hoa.
Lại có một thuyết khác cho rằng: Trà Mã Cổ Đạo là một tuyến đường thương mại xuyên Cao nguyên Thanh Hải-Tây Tạng được hình thành vào thế kỷ 11 bởi nhu cầu về ngựa của quân đội Trung Quốc và tình yêu đối với trà của người Tây Tạng, và cứ thế nó tồn tại cho đến tận những năm 1950.

## Tóm tắt

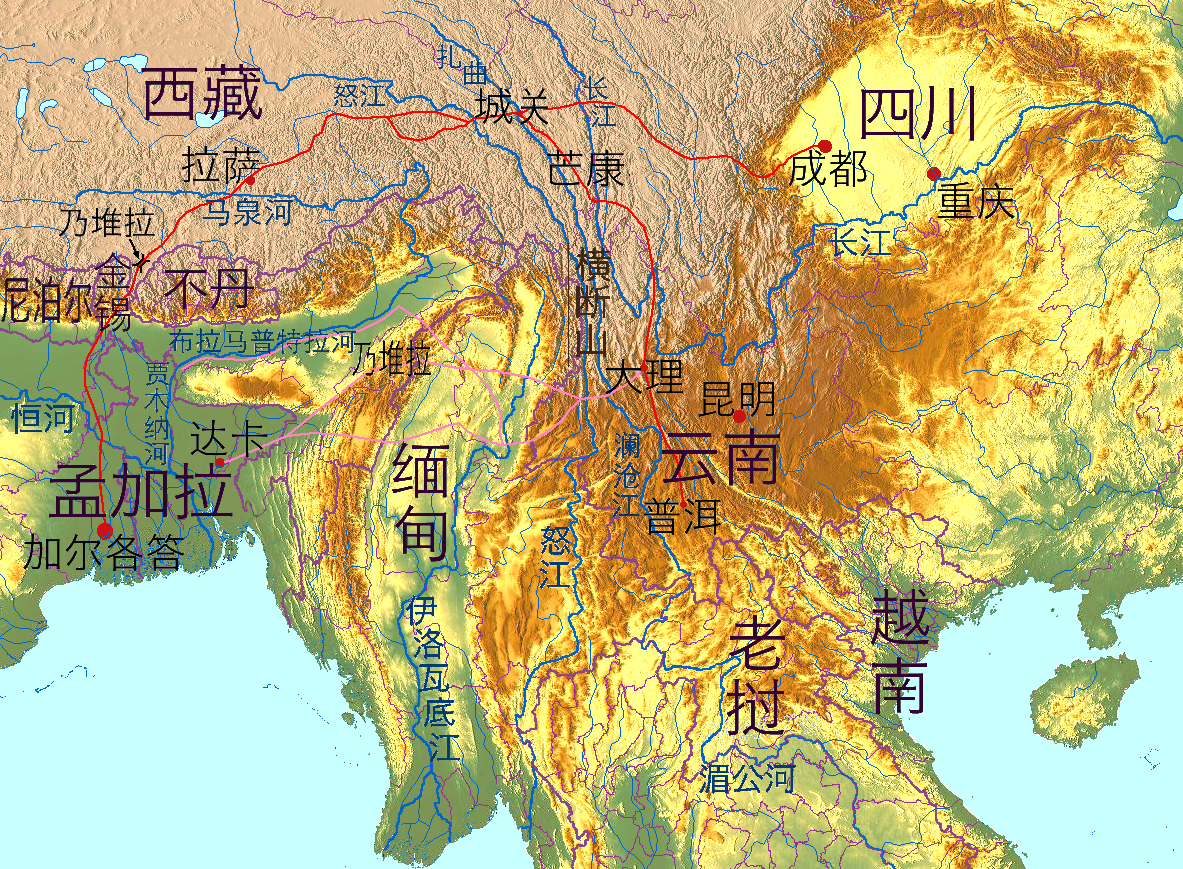
Trà Mã Cổ Đạo

Do nằm ở phía Tây Nam Trung Quốc, khí hậu ấm ẩm, thích hợp cho việc trồng chè, hơn nữa người dân vùng Vân Nam đến nay vẫn còn lưu giữ được phương pháp và truyền thống sản xuất trà ép. Loại lá trà bị ép lại này(đại diện là trà phổ nhĩ), dễ vận chuyển, bảo quản, vì thế đã tạo điều kiện thuận lợi cho các đội ngựa chở hàng đem lá trà du nhập vào Tây Tạng. Ở khu vực cao nguyên Tây Tạng, nơi chủ yếu sống dựa vào nên kinh tế du mục, do điều kiện môi trường hạn chế người dân ở đây chủ yếu là ăn thịt, khẩu phần ăn của họ lại thiếu rau do đó họ cần đến trà được vận chuyển từ Trà Mã Cổ Đạo để bổ sung lượng vitamin cần thiết cho cơ thể.
Ngoài trà và ngựa ra, thì các mặt hàng như sứ và lụa cũng được vận chuyển vào Tây Tạng qua Trà Mã Cổ Đạo, nhưng bắt đầu từ thế kỷ 18 khi nhu cầu về ngựa của Trung Quốc giảm xuống thì các loại hàng hóa được vận chuyển chủ yếu trở thành là lông cừu, vàng, bạc và dược liệu. Và mọi công việc vận chuyển hàng hóa trên con đường này đều dựa vào các đội ngựa vận chuyển qua lại giữa các khu vực cao nguyên và đồi núi.
Vào thời cổ đại, có rất nhiều thị trấn và làng mạc đã được hình thành chỉ để tiếp đón các đoàn xe ngựa đi qua.

## Di tích văn hóa
Trà Mã Cổ Đạo là một mạng lưới đường đi phức tạp, trong đó các phần của Trà Mã Cổ Đạo và các di tích lịch sử liên quan thuộc ba tỉnh Tứ Xuyên, Vân Nam và Quý Châu đã được xếp vào danh sách các đơn vị bảo vệ di tích văn hóa trọng điểm quốc gia  ở lần thứ 7 . Có nhiều điểm di tích văn hóa được xếp vào danh sách các đơn vị bảo vệ di tích văn hóa trọng điểm trong cả nước, bao gồm các khu đường cổ, dịch trạm, cửa hàng, đền thờ, cầu và bến thuyền trên tuyến Trà Mã Cổ Đạo cũng như các tòa kiến trúc, hội quán, các công trình tôn giáo, các địa điểm khai thác và luyện kim, lò nung, cùng với các tác phẩm chạm khắc trên vách đá, và các tấm bia, v.v... Có liên quan khác.

## Tư liệu tham khảo
1. ↑  『國務院關於核定並公布第七批全國重點文物保護單位的通知』，國發〔2013〕13號，2013年3月5日